# 哈特卡乔拉
哈特卡乔拉（Hatkachora），是印度恰蒂斯加尔邦Bastar县的一个城镇。总人口6054（2001年）。

## 人口
该地2001年总人口6054人，其中男性3096人，女性2958人；0—6岁人口776人，其中男394人，女382人；识字率64.29%，其中男性为72.22%，女性为55.98%。